# 周长楫
周长楫（1938年7月—; 台羅: Tsiu Tiông-tship），出生于英属印度緬甸，中国语言学家，现任厦门大学中文系教授。他担任过汉语史硕士导师，也是全国汉语方言学会理事。他在担任中文系教授的时候致力于闽南语以及闽南文化的推广以及发扬光大。退休后，他也编写了许多让小学生学习闽南语的教材。

## 生平
周长楫教授1938年生于英属印度緬甸。1963年毕业于厦门大学中文系，后来留校任教。他曾受聘赴台湾担任國立成功大学中文系客座教授，也曾赴新加坡南洋理工大学担任客座研究员，并且与新加坡南洋理工大学著名中文系教授周清海一同撰写了《新加坡闽南话词典》一书。

## 研究
周长楫教授的主要科研方向为汉语声韵学和闽南语。

## 著作
- 《厦门方言辞典》
- 《新加坡闽南话词典》
- 《闽南话概说》
- 《闽南方言与俗语》
- 《新加坡闽南话俗语歌谣选》
- 《闽南方言大词典》
- 《閩南方言大辭典》(台灣版)